# Chovrino (Moskvas tunnelbana)
Chovrino (ryska: Хо́врино) är en tunnelbanestation på Zamoskvoretskajalinjen i Moskvas tunnelbana. Stationen ligger i distriktet Chovrino.
Stationen är en ytnära pelarstation. Den öppnades 31 december 2017. Chovrino är linjens slutstation, norr om stationen Belomorskaja (som öppnades 20 december 2018) och den tidigare slutstationen Retjnoj Vokzal. Borrandet av de 2,2 km långa tunnlarna från Retjnoj Vokzal slutfördes i december 2014. 